# Millenermolen
De Millenermolen is een watermolen bij Millen, tussen Sittard en Nieuwstadt, op de Roode Beek, op de grens van Nederland en Duitsland. De beek vormt de grens tussen beide landen: aan de Nederlandse linkeroever ligt de korenmolen; op de Duitse rechteroever ligt de voormalige oliemolen. De molen behoorde vroeger tot de bezittingen van Slot Millen in het dorp Millen.
In 1912 zijn de middenslagraderen van de beide molens vervangen door een enkele verticaal opgestelde Francisturbine. De turbine wekte ook elektriciteit op voor eigen gebruik. De boerderij waartoe de molen behoort werd pas omstreeks 1960 op het elektriciteitsnet aangesloten. Sinds 2000 is de molen een rijksmonument. De molen op de Nederlandse oever is in 2003-2004 gerestaureerd.